# Transtorno bipolar I
A perturbação bipolar I ou transtorno bipolar I (TB-I ou TAB-I; pronunciado "transtorno afetivo bipolar do tipo um") é um tipo de transtorno do espectro bipolar caracterizado pela ocorrência de pelo menos um episódio maníaco, com ou sem características mistas ou psicóticas. A maioria das pessoas também, em outros momentos, têm um ou mais episódios depressivos e todas elas passam por um estágio hipomaníaco antes de progredir para a mania aguda.
É um tipo de transtorno bipolar e está conforme com o conceito clássico de doença maníaco-depressiva, que pode incluir psicose durante os episódios de humor.

## Diagnóstico
A característica essencial do transtorno bipolar I é um curso clínico caracterizado pela ocorrência de um ou mais episódios maníacos ou mistos (DSM-IV-TR, 2000). Frequentemente, os indivíduos tiveram um ou mais episódios depressivos maiores. Um episódio maníaco é suficiente para adquirir um diagnóstico de transtorno bipolar; a pessoa pode ou não ter um histórico de transtorno depressivo maior.  Episódios de transtorno de humor induzidos por substâncias devido aos efeitos diretos de um medicamento ou outros tratamentos somáticos para depressão, abuso de drogas, exposição a toxinas ou um transtorno de humor devido a uma condição médica geral precisam ser excluídos antes de um diagnóstico de transtorno bipolar I possa ser dado. O transtorno bipolar I requer a confirmação de apenas 1 episódio maníaco completo para o diagnóstico, mas também pode estar associado a episódios hipomaníacos e depressivos. O diagnóstico do transtorno bipolar II não inclui um episódio maníaco completo; ao invés disso, requer a ocorrência de um episódio hipomaníaco e de um episódio depressivo maior.  O transtorno bipolar I (e o transtorno bipolar II) é frequentemente comórbido com outros transtornos, incluindo TEPT, transtornos por uso de substâncias e uma variedade de outros transtornos do humor. Até 40% das pessoas com transtorno bipolar também sofrem de TEPT, com taxas mais altas ocorrendo em mulheres e indivíduos com transtorno bipolar I.  Além disso, os episódios não devem ser mais bem explicados devido a um transtorno esquizoafetivo, esquizofrenia, transtorno esquizofreniforme, transtorno delirante ou transtorno psicótico não especificado de outra forma.

### Avaliação médica
Avaliações médicas regulares são realizadas para descartar causas secundárias de mania e depressão.  Esses testes incluem hemogramas completos, glicose, química sérica/painel eletrolítico, testes de função tireoidiana, testes de função hepática, testes de função renal, urinálises, níveis de vitamina B12 e folato, rastreamento de HIV, rastreamento de sífilis, testes de gravidez e, quando clinicamente indicado, um eletrocardiograma (ECG), um eletroencefalograma (EEG), uma tomografia computadorizada (TC) e/ou uma imagem por ressonância magnética (IRM) podem ser solicitados. O rastreamento de drogas inclui drogas recreativas, particularmente canabinoides sintéticos, e exposição a toxinas.

### DSM-IV-TR
| Dx Code # | Disorder           | Description                            |
| --------- | ------------------ | -------------------------------------- |
| 296.0x    | Transtorno bipor I | Um único episódio maníaco              |
| 296.40    | Transtorno bipor I | Episódio mais recente hipomaníaco      |
| 296.4x    | Transtorno bipor I | Episódio mais recente maníaco          |
| 296.5x    | Transtorno bipor I | Episódio mais recente depressivo       |
| 296.6x    | Transtorno bipor I | Episódio mais recente misto            |
| 296.7     | Transtorno bipor I | Episódio mais recente não especificado |

### DSM-5
A quinta edição do Manual Diagnóstico e Estatístico de Transtornos Mentais ( DSM-5 ) foi lançada em maio de 2013. Existem várias revisões propostas para ocorrer nos critérios de diagnóstico do Transtorno Bipolar I e os seus subtipos. Para o Transtorno Bipolar I 296,40 (episódio hipomaníaco mais recente) e 296,4x (episódio maníaco mais recente), a revisão proposta inclui os seguintes especificadores: com características psicóticas, com características mistas, com características catatónicas, com ciclagem rápida, com ansiedade (leve a grave), com gravidade do risco de suicídio, com padrão sazonal e com início pós-parto. O Transtorno Bipolar I 296,5x (episódio depressivo mais recente) incluirá todos os especificadores acima, além dos seguintes: com características melancólicas e com características atípicas.  As categorias para especificadores serão removidas no DSM-5 e o critério A adicionará "ou há pelo menos 3 sintomas de depressão maior, dos quais um dos sintomas é humor deprimido ou anedonia".  Para o Transtorno Bipolar I 296,7 (episódio mais recente não especificado), os especificadores listados serão removidos.
Os critérios para episódios maníacos e hipomaníacos nos critérios A e B serão editados. O critério A incluirá "e apresentará a maior parte do dia, quase todos os dias", e o critério B incluirá "e representará uma mudança perceptível do comportamento habitual". Esses critérios, conforme definidos no DSM-IV-TR, criaram confusão para os médicos e precisam ser mais claramente definidos.
Também foram propostas revisões ao critério B dos critérios de diagnóstico para um Episódio Hipomaníaco, que é usado para diagnosticar o Transtorno Bipolar I 296.40, Episódio Hipomaníaco Mais Recente. O Critério B relaciona "autoestima inflada, fuga de idéias, distração e necessidade diminuída de sono" como sintomas de um Episódio Hipomaníaco. Isso tem sido confuso no campo da psiquiatria infantil porque esses sintomas sobrepõem-se aos sintomas do transtorno de déficit de atenção e hiperatividade (TDAH).
Observe que muitas das mudanças acima ainda estão sob consideração ativa e não são definitivas. Para obter mais informações sobre as revisões propostas para o DSM-5, visite o site em dsm5.org.

### CID-10
- F31 Transtorno Afetivo Bipolar
- F31.6 Transtorno Afetivo Bipolar, Episódio Misto Atual
- F30 Episódio Maníaco
- F30.0 Hipomania
- F30.1 Mania Sem Sintomas Psicóticos
- F30.2 Mania com Sintomas Psicóticos
- F32 Episódio Depressivo
- F32.0 Episódio Depressivo Leve
- F32.1 Episódio Depressivo Moderado
- F32.2 Episódio Depressivo Severo Sem Sintomas Psicóticos
- F32.3 Episódio Depressivo Severo Com Sintomas Psicóticos

## Tratamento

### Medicação
Os estabilizadores de humor costumam ser usados como parte do processo de tratamento.
1. O lítio é a base do manejo do transtorno bipolar, mas tem uma faixa terapêutica estreita e normalmente requer monitoramento[17]
2. Anticonvulsivantes, como valproato,[18] carbamazepina ou lamotrigina
3. Antipsicóticos atípicos, como quetiapina,[19][20] risperidona, olanzapina ou aripiprazol
4. Terapia eletroconvulsiva, um tratamento psiquiátrico no qual as convulsões são induzidas eletricamente em pacientes anestesiados para efeito terapêutico

A mania induzida por antidepressivos ocorre em 20–40% das pessoas com transtorno bipolar. Os estabilizadores do humor, especialmente o lítio, podem proteger contra esse efeito, mas algumas pesquisas contradizem isso.

### Educação
Intervenções psicossociais podem ser usadas para controlar episódios depressivos agudos e para o tratamento de manutenção para auxiliar na prevenção de recaídas.  Isso inclui psicoeducação, terapia cognitivo-comportamental (TCC), terapia focada na família (TFF), terapia interpessoal e de ritmo social (TIRS) e apoio de colegas.
Informações sobre a condição, importância dos padrões regulares de sono, rotinas, hábitos alimentares e a importância do cumprimento dos medicamentos prescritos. A modificação do comportamento por meio do aconselhamento pode ter uma influência positiva para ajudar a reduzir os efeitos do comportamento de risco durante a fase maníaca. Além disso, a prevalência ao longo da vida para o transtorno bipolar I é estimada rondar os 1%.